# John Malcolm Hailey
John Malcolm Hailey, britanski general, * 1904, † 31. januar 1981.